# Тур Прованса 2016
1-й выпуск Тура Прованса — шоссейной многодневной гонки по дорогам французского региона Прованса, прошедшая с 23 по 25 февраля 2016 года. Гонка имеет категорию 2.1 и проходит в рамках UCI Europe Tour. 

## Участники
В гонке приняли участие 18 команд (6 UCI WorldTeams, 6 UCI Professional Continental teams, 5 UCI Continental teams и 1 Национальная сборная), представивших по 7-8 гонщиков. Всего на старт вышло 140 гонщиков.
| UCI WorldTeams (6)- AG2R La Mondiale - BMC Racing Team - Cannondale - Etixx-Quick Step - FDJ - Katusha UCI Professional Continental Teams (6)- Androni Giocattoli-Sidermec - Cofidis, Solutions Crédits - Delko-Marseille Provence-KTM - Direct Énergie - Fortuneo-Vital Concept - Wanty-Groupe Gobert UCI Continental Teams (5)- Armée de terre - HP BTP-Auber 93 - Roubaix Métropole européenne de Lille - Verandas Willems - Wallonie Bruxelles-Group Protect Национальная сборная- Франция U23 |
| |

### Российские участники
Team Katusha : Сергей Чернецкий (7-й), Егор Силин (62-й, 2-й в Горной), Александр Порсев (88-й), Максим Бельков (91-й).

## Маршрут
| Этап | Дата   | Маршрут            | type      | Длина (км) | Победитель        | Лидер генеральной классификации |
| ---- | ------ | ------------------ | --------- | ---------- | ----------------- | ------------------------------- |
| 1    | 23 фев | Обань – Кассис     | холмистый | 169        | Томас Фёклер      | Томас Фёклер                    |
| 2    | 24 фев | Мирамас – Истр     | холмистый | 185        | Давиде Мартинелли | Томас Фёклер                    |
| 3    | 25 фев | Ла-Сьота – Марсель | холмистый | 173        | Фернандо Гавирия  | Томас Фёклер                    |

## Лидеры квалификаций
| Этап | Победитель этапа  | Генеральная квалификация | Очковая квалификация | Горная квалификация | Молодёжная квалификация | Лучший гонщик из Прованса | Командная квалификация | Лучший агрессивный гонщик |
| ---- | ----------------- | ------------------------ | -------------------- | ------------------- | ----------------------- | ------------------------- | ---------------------- | ------------------------- |
| 1    | Томас Фёклер      | Фернандо Гавирия         | Фернандо Гавирия     | Жульен Антомарчи    | Петр Вакоч              | Жульен Эль Фарес          | Etixx-Quick Step       | Жан-Кристоф Перо          |
| 2    | Давиде Мартинелли | Фернандо Гавирия         | Фернандо Гавирия     | Реми Ди Грегорио    | Петр Вакоч              | Жульен Эль Фарес          | Etixx-Quick Step       | Иоанн Багот               |
| 3    | Фернандо Гавирия  | Фернандо Гавирия         | Фернандо Гавирия     | Реми Ди Грегорио    | Петр Вакоч              | Максим Буэ                | Etixx-Quick Step       | Лоик Шету                 |
| Итог | Итог              | Томас Фёклер             | Фернандо Гавирия     | Реми Ди Грегорио    | Петр Вакоч              | Максим Буэ                | Etixx-Quick Step       | не присуждалась           |